# Mont Kumotori
Le mont Kumotori (雲取山, Kumotori-yama) est une montagne du Japon, se tenant sur la frontière séparant les préfectures de Tōkyō, Saitama et de Yamanashi, sur l'île de Honshū. Point culminant de Tōkyō, elle sépare les monts Okutama des monts Okuchichibu. Elle est difficile d'accès, étant située au milieu de plusieurs autres montagnes.